# 倉庫・運輸関連の業界団体の一覧
日本の倉庫・運輸関連の業界団体の一覧（そうこ・うんゆかんれんのぎょうかいだんたいのいちらん）を示す。
倉庫事業者、運輸事業者の親睦などを目的とする団体、技術向上などを行う団体など、多岐にわたる。

## 業界団体一覧

### 運輸
- 日本自家用自動車管理業協会
- 自動車振興会健康保険組合
- 日本交通福祉協会
- 新交通管理システム協会
- 公営交通事業協会
- 全国道路標識・標示業協会
- 電動車いす安全普及協会
- 日本自転車普及協会
- 日本自動車連盟
- 全国自家用自動車協会
- 全国霊柩自動車協会
- 全国レンタカー協会
- 日本自動車リース協会連合会
- 日本二輪車普及安全協会
- 日本自動車会議所
- 日本RV協会
- 日本トレーラーハウス協会
- 全日本トレーラーハウス協会・組合連合会
- クリーンディーゼル普及促進協議会
- 日本電動車両協会
- EV安全協会
- 日本電気自動車振興会
- 日本電動車普及協会
- 日本電動スクーター普及協会
- 日本スノーモビル安全普及協会
- 日本自動車交通安全用品協会
- 日本鋼索交通協会
- 全日本デリバリー業安全運転協議会
- 全国軽自動車協会連合会
- 日本自家用自動車管理業協会
- 日本自動車車体整備協同組合連合会
- 全日本指定自動車教習所協会連合会
- 全国届出自動車教習所協会
- 全国自動車標板協議会
- 日本自動車査定協会
- 日本自動車整備振興会連合会
- 日本自動車用フィルム施工店会
- 日本物流団体連合会
  - 全国通運連盟
  - 運輸低公害車普及機構
  - 日本インターナショナルフレイトフォワーダーズ協会
- 全日本駐車協会
- 日本道路協会
- 日本有料道路協会
- 全国道路利用者会議
- 全国安全会議
- 自動車保険料率算定会
- 公営交通事業協会
- 日本ドライブイン協会
- 全国限定通運連合会
- 日本ロジスティクスシステム協会
- 物流タウン
- 日本荷主協会（2009年解散）
- CHAdeMO協議会
- 電動車両用電力供給システム協議会

### 倉庫
- 日本倉庫協会
- 日本冷蔵倉庫協会
- 日本危険物倉庫協会
- 全国警備業協会
- 日本パレット協会
- 日本自動認識システム協会